# Oliarus caudata
Oliarus caudata är en insektsart som först beskrevs av Walker 1858.  Oliarus caudata ingår i släktet Oliarus och familjen kilstritar. Inga underarter finns listade i Catalogue of Life.